# Smicridea riita
Smicridea riita är en nattsländeart som beskrevs av Oliver S. Flint Jr. 1981. Smicridea riita ingår i släktet Smicridea och familjen ryssjenattsländor. Inga underarter finns listade i Catalogue of Life.